# Ahmet Çalık
Ahmet Yılmaz Çalık (ur. 26 lutego 1994 w Ankarze, zm. 11 stycznia 2022 tamże) – turecki piłkarz.
Występował na pozycji obrońcy. W latach 2015–2017 reprezentant Turcji w piłce nożnej, uczestnik Mistrzostw Europy 2016. 
Zginął w wypadku samochodowym.